# Ectropothecium laevigatum
Ectropothecium laevigatum là một loài Rêu trong họ Hypnaceae. Loài này được Thwaites & Mitt. mô tả khoa học đầu tiên năm 1873.